# Ob Sulci
Gli Ob Sulci sono una struttura geologica della superficie di Tritone.